# Mosquer de carpó groc
El mosquer de carpó groc (Myiobius sulphureipygius) és una espècie d'ocell de la família dels titírids (Tityridae). Es distribueix per tot Amèrica Central, des del sud de Mèxic fins al nord-oest d'Amèrica del Sud (Equador i Colòmbia). Es seu hàbitat són els boscos tropicals i subtropicals de frondoses humits de les terres baixes. El seu estat de conservació es considera de risc mínim.